# 洛貢河

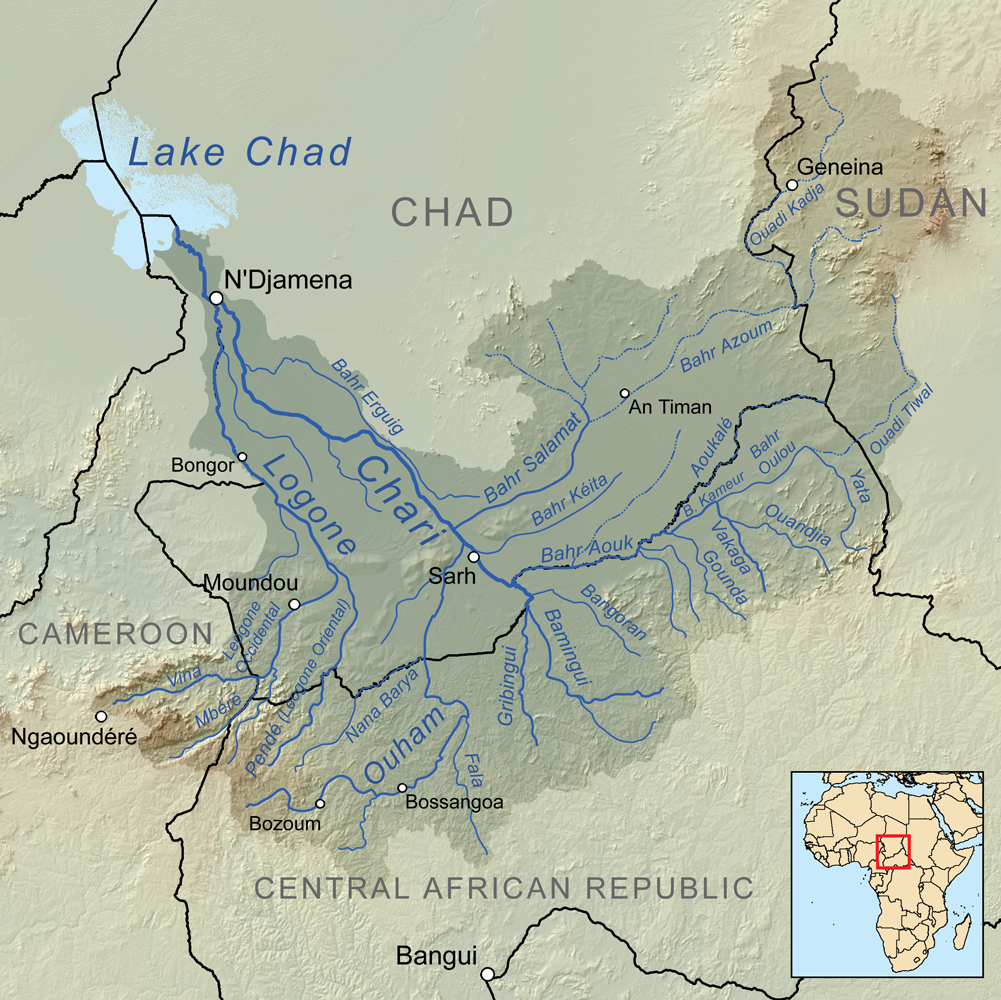
洛貢河流域

洛貢河（法語：Logone）是沙里河的主要支流，水源來自中非共和國西部、喀麥隆北部和乍得南部，河道附近有沼澤和濕地，是乍得和喀麥隆的界河，而乍得首都恩賈梅納處於洛貢河与沙里河交汇的地方，两条河流最终注入乍得湖:2。